# Gábor Breznay
Gábor Breznay (geboren 6. April 1956 in Budapest; gestorben 13. April 2022 in Paris) war ein ungarischer Maler.

## Leben
Gábor Breznay wurde in eine alte, in nahezu ganz Europa tätige Familie von Kunst- und Kulturschaffenden hineingeboren. Als viertes von insgesamt neun Kindern, die das Ehepaar Mária Gánóczy und József Breznay in einer großen Wohnung in der Budapester Ady-Endre-Straße aufzog, begann er seine ersten künstlerischen Versuche im Atelier seines Vaters und besuchte, wie alle seine Geschwister, eine Kunstschule in Budapest.
Später übersiedelte er nach Paris, wo er seine Kunststudien als Schüler von Albert Zavaro vertiefte. Ab 1983 waren verschiedene Ausstellungen Breznays zu sehen. 1990 schuf er im Auftrag der France Télécom ein großes Relief.
Breznay war Mitglied einer nach dem ungarischen Landschaftsmaler László Mednyánszky benannten Künstlergruppe, mit der er sich regelmäßig an Gruppenausstellungen beteiligte.

## Ausstellungen
- 1995: Conseil régional d’Île-de-France, Paris, Einzelausstellung[1]